# Sestrinske vrste
Sestrinske vrste, sestrinske grupe ili sestrinski taksoni su biosistematski termini kladistike koji označavaju blisko srodne kategorije u filognetičkom stablu. Takav odnos je najlakše ilustrovati kladogramom:

|  | \| \| A \| \| \| \| \| \| B \| \| \| \| |
|  |                                         |
|  | C                                       |
|  |                                         |
|  | A                                       |
|  |                                         |
|  | B                                       |
|  |                                         |

|  | A |
|  |   |
|  | B |
|  |   |

Sestrinska grupa za A je B. Isto tako, sestrinska grupa za B je A. Ove dve grupe, zajedno sa svim svojim ostalim potomcima svog posljednjeg zajedničkog pretka, čine granu (kladu), čija je sestrinska grupa C. Tako je celi ovaj deo kladograma ukorenjen u većem stablu, pa veže još više dodatno uklonjenih sestrinskih grupa. Kao što je po kladističkim standardima, A, B i C mogu ovde da predstavljaju primere za nivoe vrsta ili grupâ. U slučajevima u kojima oni predstavljaju vrste, koristi se pojam sestrinske vrste.
Termn „sestrinska grupa” se uvek koristi u kontekstu filogenetske analize. Samo one grupe koje su uključene u analizi će biti označene kao sestrinske. U tom smislu, obično se navode primeri ptica, čija su sestrinska grupa krokodili. To je, međutim, istina samo kada se radi o postojećim taksonima. Klasa ptica je ukorenjena u dinosauruse, kojima su obuhvaćene brojne izumrle grupe koje su se odvojile pre dolaska do zadnjeg zajedničkog pretka ptica i krokodila. Tako se pojam sestrinska grupa treba shvatati relativno, uz ogradu da je sestrinska grupa najbliži srodnik samo među grupama / vrstama / primercima uključenim u analizu.